# 鞏昌府

甘粛省の鞏昌府の位置（1820年）

鞏昌府（きょうしょうふ）は、中国にかつて存在した府。金末から民国初年にかけて、現在の甘粛省定西市一帯に設置された。

## 概要
1072年（熙寧5年）、北宋により秦州古渭寨に通遠軍が置かれた。1104年（崇寧3年）、通遠軍は鞏州と改められた。鞏州は秦鳳路に属し、隴西・寧遠・永寧の3県と定西城と寧遠・永寧・通渭・通西・塩川・熟羊の6寨を管轄した。
1142年（皇統2年）、金により鞏州に通遠軍が置かれた。鞏州は臨洮路に属し、隴西・通渭・通西・定西・安西の5県と塩川鎮と永寧・熟羊・来遠・南川の4寨を管轄した。1228年（正大5年）、鞏州は鞏昌府に昇格した。
元のとき、鞏昌府は陝西等処行中書省に属し、録事司と隴西・通渭・障・寧遠・伏羌の5県を管轄した。
明のとき、鞏昌府は陝西省に属し、直属の隴西・安定・会寧・通渭・漳・寧遠・伏羌・西和・成の9県と秦州に属する秦安・清水・礼の3県と階州に属する文県と徽州に属する両当県、合わせて3州14県を管轄した。
清のとき、鞏昌府は甘粛省に属し、隴西・安定・会寧・通渭・寧遠・伏羌・西和・岷州・洮州庁の1庁1州7県を管轄した。
1913年、中華民国により鞏昌府は廃止された。